# Anthony J. Griffin

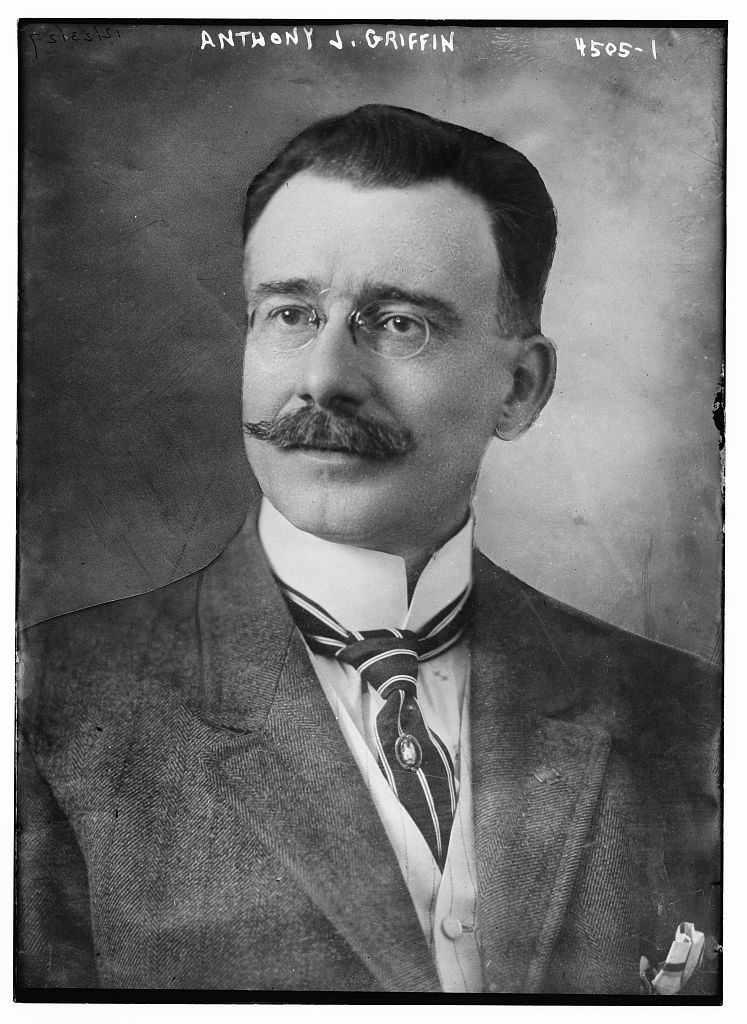
Anthony J. Griffin

Anthony Jerome Griffin (* 1. April 1866 in New York City; † 13. Januar 1935 ebenda) war ein US-amerikanischer Jurist und Politiker. Zwischen 1918 und 1935 vertrat er den Bundesstaat New York im US-Repräsentantenhaus.

## Werdegang
Anthony Jerome Griffin besuchte öffentliche Schulen, das City College, das Cooper Union und die New York University Law School. Nach dem Erhalt seiner Zulassung als Anwalt 1892 begann er in New York City zu praktizieren. Nach Ausbruch des Spanisch-Amerikanischen Krieges stellte er die Kompanie F des 69. Regiments der New York Volunteer Infantry auf und kommandierte sie 1898 und 1899. Er gründete 1905 die Bronx Independent und war dort bis 1907 als Redakteur tätig. Zwischen 1911 und 1915 saß er im Senat von New York. Er nahm 1915 an der Verfassunggebenden Versammlung von New York teil. Politisch gehörte er der Demokratischen Partei an.
Er wurde in einer Nachwahl im 22. Wahlbezirk von New York in den 65. Kongress gewählt, um dort die Vakanz zu füllen, die durch den Rücktritt von Henry Bruckner entstand. Sein Sitz im US-Repräsentantenhaus nahm er am 5. März 1918 ein. Bei den Kongresswahlen des Jahres 1918 wurde er in den 66. Kongress gewählt. Griffin wurde acht Mal in Folge wiedergewählt.
Er verstarb am 13. Januar 1935 in New York City und wurde dann auf dem Nationalfriedhof Arlington beigesetzt.